# Astrochele pacifica
Astrochele pacifica är en ormstjärneart som beskrevs av Ole Theodor Jensen Mortensen 1933. Astrochele pacifica ingår i släktet Astrochele och familjen medusahuvuden. Inga underarter finns listade i Catalogue of Life.